# Trigonella halophila
Trigonella halophila är en ärtväxtart som beskrevs av Pierre Edmond Boissier. Trigonella halophila ingår i släktet trigonellor, och familjen ärtväxter. Inga underarter finns listade i Catalogue of Life.